# Pałac w Jędrzychowicach (powiat wschowski)
Pałac w Jędrzychowicach, tzw. Czerwony Róg – zabytkowy pałac zbudowany w 1776 r. w Jędrzychowicach.
Gmach murowany, piętrowy z użytkowym poddaszem, założony na planie prostokąta, od frontu ma dwie cylindryczne wieże. Na początku XX wieku przebudowany i powiększony o neobarokowe skrzydło zachodnie – także prostokątne, z dwiema cylindrycznymi wieżami. Budowla ma mansardowy dach z neobarokowymi lukarnami. Pałac jest otoczony zielenią, od strony bocznego wejścia przylega do ogrodu, a także rozległego parku ze starymi drzewami.
Najstarsza część ma około 800 lat, jest zamkiem typu obronnego – zbudowanym w trzech etapach, przez trzy pokolenia. Wiek zamku potwierdzają znalezione tu stare, gotyckie cegły typu klasztornego, być może wykorzystane tu ponownie.
Pałac obecnie jest odbudowywany, wiele pomieszczeń odremontowano ze zniszczeń dokonanych po II wojnie światowej. W latach 1995–2009 właścicielką była baronowa Sigrun von Schlichting, mieszkająca w pałacu od 1995.

## Galeria

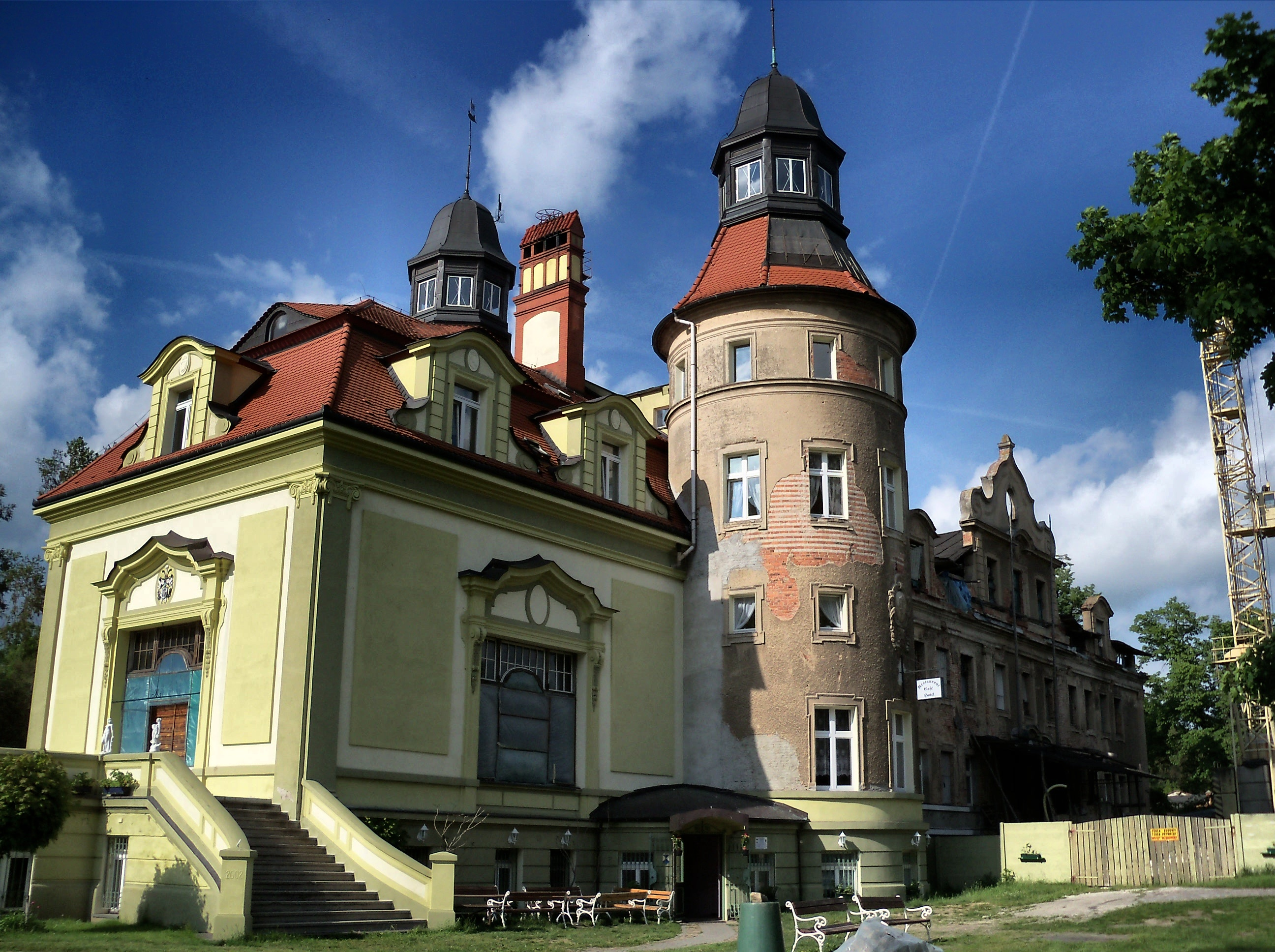
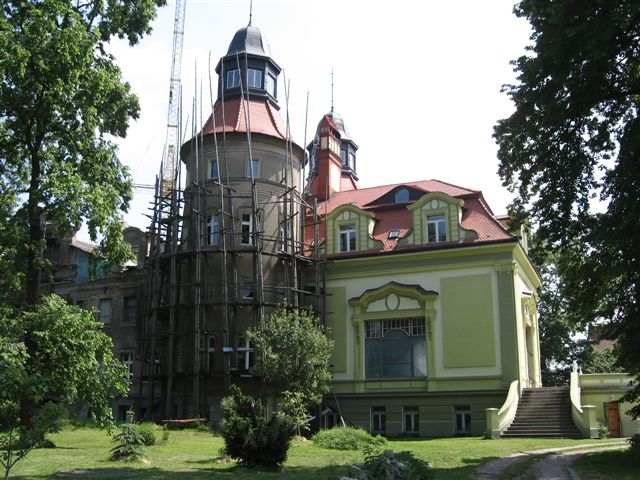
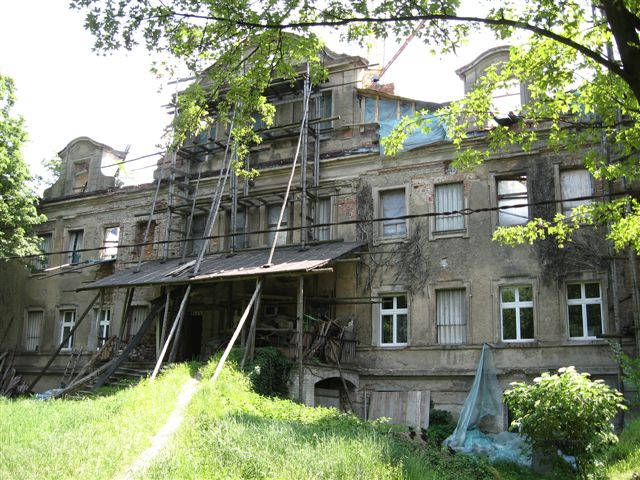
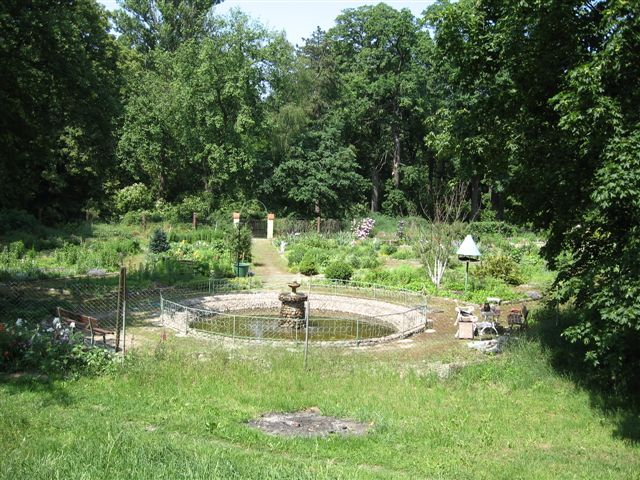
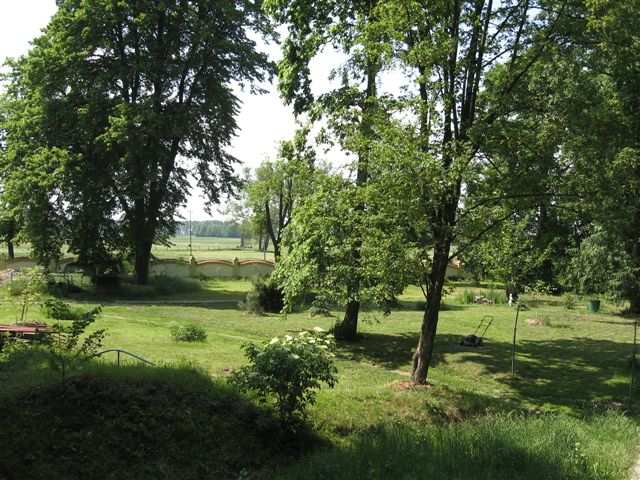
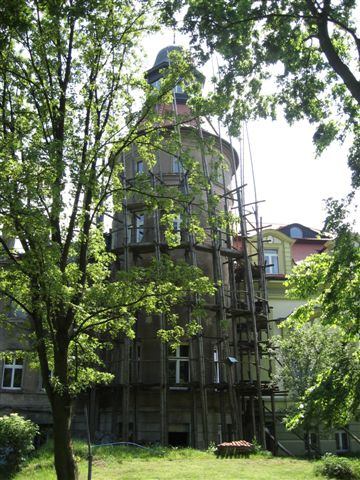
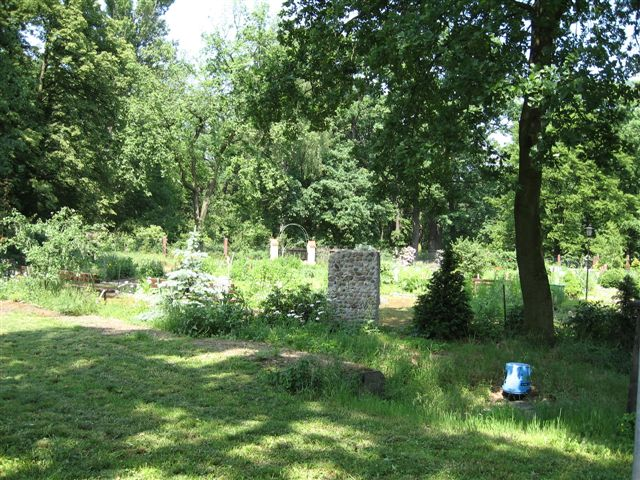
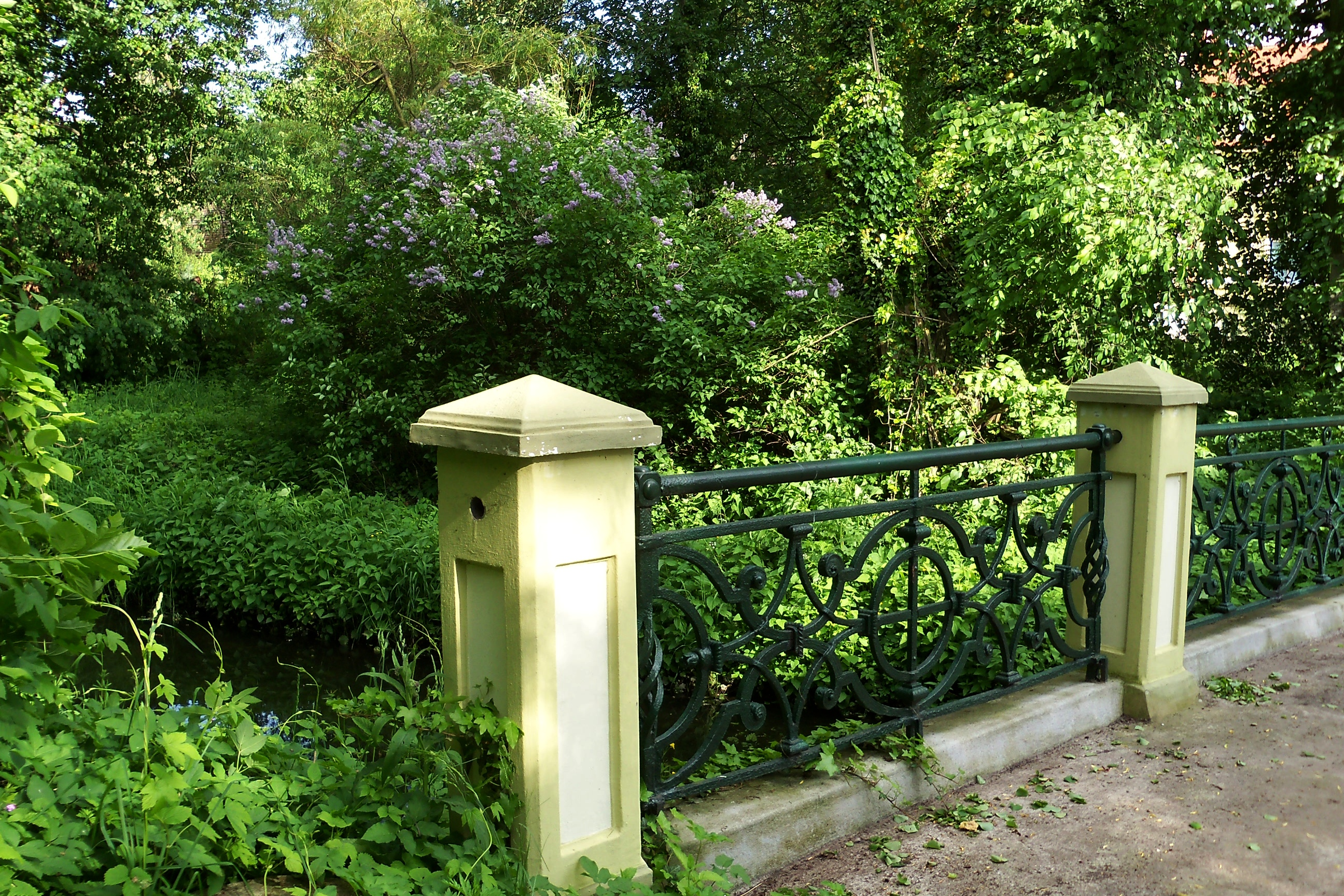